# Pico Giralda
La Giralda es una montaña de la península ibérica, la cima más alta de la sierra de los Guájares, con 1431 m sobre el nivel del mar. La Giralda se encuentra situada entre los términos municipales de Los Guájares y Albuñuelas, y cerca de los límites con El Valle. Forma parte de la cuenca del barranco de Zazas, que desemboca entre las localidades de Pinos del Valle e Ízbor.
Desde la cima de la Giralda se contemplan amplias vistas panorámicas. Hacia el este destaca, en primer plano, Sierra Nevada, con el pico del Caballo y la sierra de Lújar; mientras que hacia el oeste se divisan, a lo lejos, la Maroma y las sierras de Tejeda y Almijara, y más cerca, se alza la sierra de Enmedio, dominada por el Alto del Rayo y el cerro del Muerto. Hacia el sur, en días claros, se puede vislumbrar a los lejos la costa berberisca.
El entorno que rodea a esta cumbre fue en gran medida arrasado por el grave incendio que tuvo lugar en septiembre de 2022.

## Toponimia
El nombre de Giralda proviene de su condición de cúspide de la «divisoria de la Cinchirina», la cual separa los valles del río Santo y del barranco de Zazas.